# Jibbs feat. Jibbs
Jibbs feat. Jibbs es el álbum debut del rapero de St. Louis Jibbs.El álbum salió a la venta el 24 de octubre del 2006 logrando vender 920 000 copies en la primera semana que salió a la venta ocupando el lugar #12 de Billboard.
El álbum fue producido por The Beatstaz, David Banner y Polow Da Don, además de contar con colaboraciones de Chamillionaire, Lil' Wayne, Yung Joc, Melody (de The Pussycat Dolls), David Banner, y Fabo de D4L.
El primer sencillo fue Chain hang low quien ocupó los primeros 10 lugares en las principales listas de posiciones. El segundo y tercer sencillo fueron King Kong y Go Too Far respectivamente.

## Canciones
1. "Yeah Boii" (Producido por David Banner)
2. "Smile" (featuring Fabo de D4L)
3. "Chain Hang Low"
4. "Big Big Kid"
5. "Let's Be Real" (featuring J. Valentine)
6. "King Kong" (featuring Chamillionaire)
7. "Hood"
8. "Go Gurl"
9. "Go Too Far" (featuring Melody Thornton)
10. "I'm a Rhino"
11. "Bring It Back"
12. "Firr Az That Thang"
13. "Stuntin'" (Bonus Track) (Producido por Vaushaun 'Maestro" Brooks)
14. "Bang"(Rhapsody Bonus Track)

- Datos: Q2532192